# 红彦镇
红彦镇，是中华人民共和国内蒙古自治区呼伦贝尔市莫力达瓦达斡尔族自治旗下辖的一个乡镇级行政单位。

## 行政区划
红彦镇下辖以下地区：
铁东社区、铁西社区、红彦村、拉抛村、新哈力浅村、石头河子村、红升村、松木哨村、杨木山村、山口村、新多金村、南阳村、水磨沟顶村、团结村、新立村和欧富村。